# Julianapark en omgeving (Utrecht)
Julianapark en omgeving is een buurt in de wijk Noordwest in Utrecht. Het gebied van de buurt wordt begrensd door de spoorlijn Utrecht - Amsterdam, de Julianaparklaan, de Sweder van Zuylenweg, de van Egmondkade, de Marnixlaan en de St.-Josephlaan. Aangrenzende buurten zijn Egelantierstraat, Mariëndaalstraat e.o., de Driehoek en Elinkwijk en omgeving. De buurt telde in 2023 2.780 inwoners en is genoemd naar het Julianapark

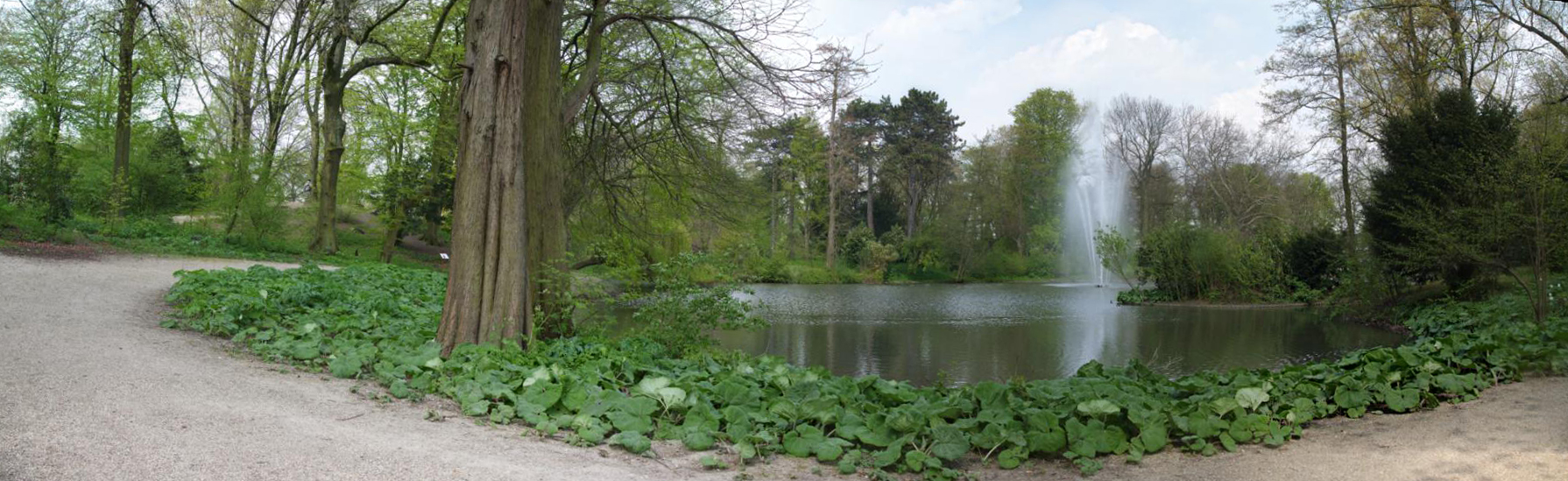
Julianapark